# Laurie Elliott
Laurie Elliott, född 1971, är en kanadensisk komiker. Hon har belönats som Kanadas bästa kvinnliga ståuppkomiker 2004 och 2006.
Hon har medverkat i The Red Green Show och Video on Trial. Elliott är en del av sketchduon Kevlor-2000, tillsammans med Kevin McDonald. 
Laurie Elliott har uppträtt på RAW Comedy Club i Stockholm.